# Bắn súng tại Thế vận hội Mùa hè 1908 - bắn hươu chạy, một viên đạn 100 mét
Nội dung bắn hươu chạy, một viên đạn 100 mét là một nội dung thi đấu của môn thể thao Bắn súng tại Thế vận hội mùa hè năm 1908.  Một mục tiêu hình hươu "chạy" khoảng 10 bước có tổng chiều dài 75 feet, khi xạ thủ bắn mỗi lần hươu chạy.  Một lần di chuyển có thời gian khoảng 4 giây cách xạ thủ khoảng cách là 100 mét.  Có ba vòng tròn đồng tâm trên mục tiêu, vòng tròn nhỏ nhất được tính 4 điểm, vòng tròn cỡ trung bình là 3 điểm, và vòng ngoài cùng to nhất tính 2 điểm.  Mỗi phát đạn trúng mục tiêu nhưng nằm ngoài các vòng tròn (trừ chiếc sừng) được tính 1 điểm.  Qua đó, số điểm cao nhất có thể đạt được là 40.

## Kết quả
| Thứ hạng | Xạ thủ                           | Điểm số |
| -------- | -------------------------------- | ------- |
| 1        | Oscar Swahn (SWE)                | 25      |
| 2        | Ted Ranken (GBR)                 | 24      |
| 3        | Alexander Rogers (GBR)           | 24      |
| 4        | Maurice Blood (GBR)              | 23      |
| 5        | Albert Kempster (GBR)            | 22      |
| 6        | James Cowan (GBR)                | 21      |
| 6        | William Russell Lane-Joynt (GBR) | 21      |
| 6        | Walter W. Winans (USA)           | 21      |
| 9        | Joshua Millner (GBR)             | 20      |
| 10       | Charles Nix (GBR)                | 19      |
| 11       | Ernst Rosell (SWE)               | 17      |
| 12       | William Ellicott (GBR)           | 16      |
| 13       | Léon Tétart (FRA)                | 11      |
| 14       | Maurice Robion du Pont (FRA)     | 6       |
| 15       | André Barbillat (FRA)            | 3       |

De Wael có liệt kê một xạ thủ người Anh, John Bashford, có tham gia tranh tài và số điểm thấp hơn Barbillat.  Tuy nhiên, báo cáo chính thức Bashford không nhắc tới trong danh sách thi đấu.